# エジバウド・イジディオ・ネト
ババ (Vavá) こと、エジバウド・イジディオ・ネト（ポルトガル語: Edvaldo Izídio Neto、1934年11月12日 - 2002年1月20日）は、ブラジル・ペルナンブーコ州レシフェ出身のサッカー選手。ポジションはフォワード。
1962年のチリW杯で4得点を挙げ、ガリンシャ、レオネル・サンチェス、ドラジャン・イェルコヴィッチ、アルベルト・フローリアーン、ワレンチン・イワノフと並び得点王となり、ブラジル代表の大会2連覇に貢献した。

## 代表歴
- 1952年 - 1964年 ブラジル代表
  - 1952年 ‐ ヘルシンキ五輪 : 2試合1得点
  - 1958年 ‐ スウェーデンW杯 : 4試合4得点 (優勝)
  - 1962年 - チリW杯 : 6試合4得点 (優勝)
  - W杯通算 - 10試合8得点